# Vilma Espín
Pour les articles homonymes, voir Espín (homonymie).
Espín  Guillois est un nom espagnol. Le premier nom de famille, en général paternel, est Espín ; le second, en général maternel, souvent omis, est Guillois.
Vilma Espín Guillois (née le 7 avril 1930 à Santiago de Cuba, morte le 18 juin 2007 à La Havane) est une révolutionnaire et femme politique cubaine. Elle était l'épouse de Raúl Castro, devenu président de Cuba le 24 février 2008, et la belle-sœur de Fidel Castro.

## Avant la révolution
Vilma Espín est née dans une riche famille de Santiago de Cuba. Son père était un des cadres supérieurs de la maison Bacardí, la principale distillerie de rhum avant la révolution cubaine.
Sa mère, d'origine française, était apparentée au socialiste Paul Lafargue. Elle participe aux manifestations d'étudiants après le putsch de Fulgencio Batista en 1952. Elle part aux États-Unis où elle étudie au Massachusetts Institute of Technology (MIT).
Elle est une des premières Cubaines à obtenir un diplôme d'ingénieur chimiste. Elle fait la connaissance de Raúl Castro à Mexico, où il est exilé avec son frère Fidel Castro. 
À son retour à Santiago de Cuba, Vilma rejoint la direction du Mouvement du 26 juillet qui prépare, sous les ordres de Frank País dont elle est la petite amie, un soulèvement pour appuyer les révolutionnaires arrivés à bord du Granma. Quand Frank País est assassiné par les batistiens, elle gagne la Sierra Maestra et s'engage dans l'Armée rebelle. Elle travaille alors avec Raúl Castro dont elle devient son aide de camp. 
Vilma et Raúl se marient à Santiago de Cuba le 26 janvier 1959, peu après la fuite de Batista et la victoire des barbudos. Fidel Castro n'assiste pas au mariage retenu à La Havane. Ultérieurement, il lui confie la tâche d'intégrer les femmes à la révolution.

## Après la révolution
En 1960, elle crée la Fédération des femmes cubaines (en) (FMC), qu'elle présidera jusqu'à sa mort. Puissante organisation au service de la révolution, qui regroupe plus de 4 millions de femmes, la FMC lutte aussi pour l'égalité des sexes. Elle crée des garderies et se bat contre la prostitution, le machisme, l'analphabétisme et la malnutrition des enfants. 
Elle est membre de la Fédération démocratique internationale des femmes.
En 1992, Vilma Espín dénonce publiquement la répression et les discriminations qui ont longtemps visé les homosexuels en particulier dans les années 1960 où ils ont été emprisonnés dans les unités militaires d'aide à la production. Ce combat a été repris par sa fille Mariela Castro, un de ses quatre enfants, actuellement présidente du Centre national cubain d'éducation sexuelle.
Membre du comité central du Parti communiste de Cuba depuis sa création en 1965, puis du bureau politique, Vilma Espín a également siégé au Conseil d'État, qui exerce le pouvoir exécutif, et à l'Assemblée nationale depuis 1976 et a reçu le Prix Lénine pour la paix en 1978.
Fidel Castro lui a souvent confié la tâche de « Première dame » lors de voyages à l'étranger et de conférences internationales. En effet, sa propre femme, Dalia Soto del Valle, n'était pas mise en avant.
Vilma Espín est une des trois grandes figures féminines de la révolution cubaine avec Celia Sanchez et Haydée Santamaría.